# Хшчоновиці
Хшчоновиці (пол. Chrzczonowice) — село в Польщі, у гміні Ковеси Скерневицького повіту Лодзинського воєводства.
Населення — 240 осіб (2011).

## Демографія
Демографічна структура станом на 31 березня 2011 року:
|          | Загалом | Допрацездатний вік | Працездатний вік | Постпрацездатний вік |
| -------- | ------- | ------------------ | ---------------- | -------------------- |
| Чоловіки | 112     | 23                 | 77               | 12                   |
| Жінки    | 128     | 24                 | 70               | 34                   |
| Разом    | 240     | 47                 | 147              | 46                   |